# Cryptocarya depressa
Cryptocarya depressa là loài thực vật có hoa trong họ Nguyệt quế. Loài này được Warb. miêu tả khoa học đầu tiên năm 1891.